# Пенантов колобус
Пенантовият колобус (Procolobus pennantii) е вид бозайник от семейство Коткоподобни маймуни (Cercopithecidae). Видът е критично застрашен от изчезване.

## Разпространение
Разпространен е в Екваториална Гвинея (Биоко).